# 任千秋
任千秋（前1世纪—前27年），西汉官员。
任千秋父亲任宫，汉昭帝时因为捕斩上官桀，封弋阳侯。汉元帝初元元年（前48年），任宫死，任千秋嗣弋阳侯。初元四年（前45年），任千秋担任太常。永光元年（前43年），拜奋武将军。永光二年（前42年）任千秋率兵六万相助冯奉世攻打陇西郡羌人。汉成帝时任右将军转任左将军。河平二年（前27年），任千秋去世，谥号刚侯。其子任恽嗣爵。